# Сражение за форт Донелсон
Сражение за форт Донелсон (англ. Battle of Fort Donelson) — сражение в ходе Гражданской войны в США, проходившее с 11 по 16 февраля 1862 года на Западном театре военных действий. Захват форта войсками Союза открыл реку Камберленд в качестве пути для вторжения на Юг. Этот успех повысил генерала Улисса Гранта, до того времени бывшего «неясным» и в значительной степени не доказавшим свой авторитет военным лидером, до звания генерал-майора, закрепив за ним прозвище «Unconditional Surrender» (можно перевести как «Добивающийся безоговорочных капитуляций») Грант.

## Сражение

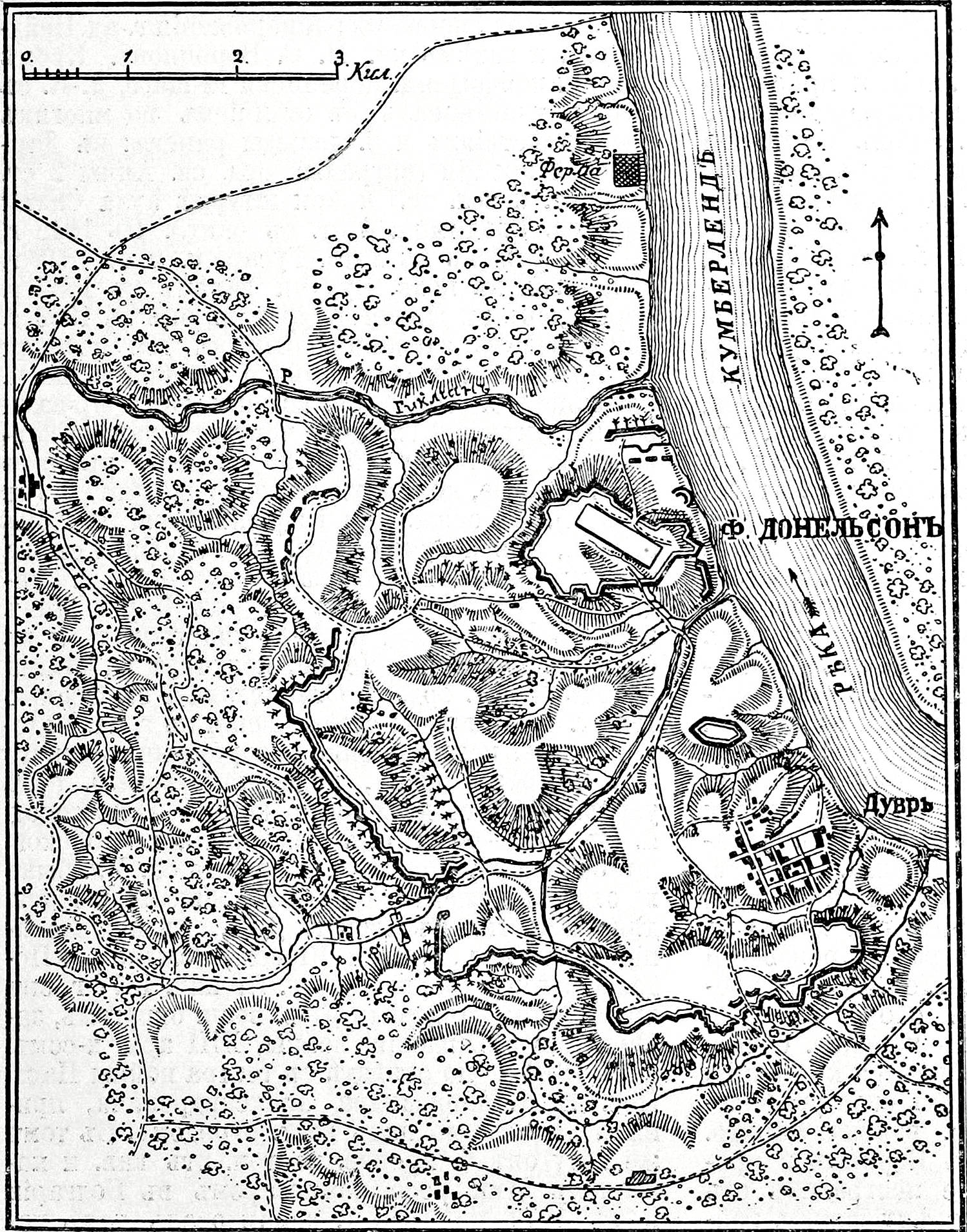
Театр военных действий
(карта из статьи «Донельсон»;
«Военная энциклопедия»)

Сражение последовало после захвата форта Генри 6 февраля. Грант провёл свои войска 12 миль по суше к форту Донелсон к 12—13 февраля и провёл несколько небольших пробных атак. 14 февраля канонерские лодки ВМС США под командованием Эндрю Фута попытались ослабить форт корабельной артиллерией, но были вынуждены отступить после того, как понесли большой ущерб от береговых батарей форта Донелсона.
15 февраля форт был окружён, и командир конфедератов Джон Флойд предпринял неожиданную атаку против армии Гранта, пытаясь открыть своим людям путь к спасению. Грант, который был вдали от поля боя в начале атаки, прибыл, чтобы сплотить своих солдат и контратаковать. Несмотря на достижение частичного успеха и открытие пути к отступлению, Флойд потерял самообладание и приказал своим людям вернуться в форт.
На следующее утро Флойд и его второй командир, бригадный генерал Гидеон Пиллоу, совершенно впали в панику и передали командование генералу Симону Боливару Бакнеру, впоследствии ставшему губернатором Кентукки, который согласился принять безоговорочную капитуляцию на условиях, продиктованных Грантом.

## Последствия
Офицер армии Конфедерации Джон Мосби впоследствии писал: «Грубейшей ошибкой той войны стало то, что генерал Альберт Сидни Джонстон послал Флойда, Бакнера и Пиллоу вниз по Камберленду с 17 000 человек для удержания крепости, расположенной на слиянии двух рек. Из крепости не было путей отступления по суше и транспортов для отступления по воде в случае поражения. Конфедераты попали в ловушку и их капитуляция была неизбежна».
Падение форта Донелсон стал первым серьезным поражением армии Конфедерации. После победного для южан сражения при Булл-Ран многие на Юге полагали, что война завершится победой Конфедерации через несколько месяцев, но после капитуляции Донелсона стало ясно, что северяне тоже умеют воевать и война продлится гораздо дольше.
Капитуляция стала персональным унижением для Бакнера и стратегическим поражением Конфедерации, которая потеряла 12 000 человек, 48 орудий, много снаряжения и контроль над рекой Камберленд, что в свою очередь привело к эвакуации Нэшвилла. Армия в форте Донелсон стала первой из трёх армий, сдавшихся Гранту в ходе войны. Более 7 000 солдат Конфедерации были вывезены из форта Донельсон в лагерь Кэмп-Дуглас под Чикаго, Кэмп-Мортон в Индианаполисе и прочие лагеря военнопленных. Сам Бакнер содержался в форте Уоррен в Бостоне и был отпущен по обмену в августе 1862 года.